# Mad Professor
Mad Professor, született: Neil Fraser (Georgetown, Guyana, 1955–) dub zenész, trip-hop producer és hangmérnök.
Fraser gyermekkorában kapta a Mad Professor nevet, mivel élénk érdeklődést mutatott az elektronika iránt. Tízévesen már saját rádiót barkácsolt össze különböző alkatrészekből.

## Ariwa Studio
Mad Professor londoni stúdiója, az „Ariwa” nevet kapta, ami joruba nyelven kommunikációt jelent. A stúdiót 1979-ben alapította eredetileg London Thornton Heath külvárosában. 1980-ban az Ariwa Peckhambe költözött. Később a mai helyszínre, a Whitehorse Lane-re költöztek (South Norwood).

### Albumok
- 1982 – Dub Me Crazy
- 1982 – Beyond The Realms Of Dub (Dub Me Crazy, Pt.2)
- 1983 – The African Connection (Dub Me Crazy, Pt.3)
- 1983 – Escape To The Asylum of Dub (Dub Me Crazy, Pt.4)
- 1985 – Who Knows The Secret Of The Master Tape (Dub Me Crazy, Pt.5)
- 1985 – A Taste Of Caribbean Technology
- 1986 – Schizophrenic Dub (Dub Me Crazy, Pt.6)
- 1987 – Adventures Of A Dub Sampler (Dub Me Crazy, Pt.7)
- 1988 – Experiments Of The Aural Kind (Dub Me Crazy, Pt.8)
- 1989 – Science And The Witchdoctor (Dub Me Crazy, Pt.9)
- 1989 – Mad Professor Meets Mafia And Fluxi
- 1990 – Psychedelic Dub (Dub Me Crazy, Pt. 10)
- 1992 – Hijacked To Jamaica (Dub Me Crazy, Pt.11)
- 1993 – Dub Maniacs On The Rampage (Dub Me Crazy, Pt.12)
- 1993 – The Lost Scrolls Of Moses
- 1994 – Black Liberation Dub (Chapter 1)
- 1995 – Anti–Racist Broadcast (Black Liberation Chapter 2)
- 1995 – The Ultimate Experience In Dub
- 1996 – The Evolution Of Dub (Black Liberation Chapter 3)
- 1996 – Rupununi Safari
- 1997 – Under The Spell Of Dub (Black Liberation Chapter 4)
- 1997 – Dub You Crazy With Love
- 199? – The Live Dub Show
- 199? – Afrocentric Dub (Black Liberation Chapter 5)
- 2000 – Dub You Crazy With Love, Vol 2

## Remixek
- No Protection (Massive Attack remix album)
- „The Long Voyages” by French producer Hector Zazou featuring Suzanne Vega and John Cale
- „Love is Stronger Than Pride” by Sade

### Interjúk
- Mad Professor Huffs & Puffs Interview by Tim Colman

## Külső hivatkozások
- Ariwa Website
- Album Review Archiválva 2007. szeptember 28-i dátummal a Wayback Machine-ben
- Album Review Archiválva 2007. szeptember 28-i dátummal a Wayback Machine-ben
- "Dub Echoes", a documentary about dub's influence on the birth of electronic music and hip hop